# Liparetrus robustus
Liparetrus robustus är en skalbaggsart som beskrevs av Britton 1980. Liparetrus robustus ingår i släktet Liparetrus och familjen Melolonthidae. Inga underarter finns listade i Catalogue of Life.